# وينشستر (وحدة قياس)
مقياس وينشستر، أو (بالإنجليزية: Winchester measure)، هو مجموعة من المعايير القانونية للحجم التي وضعها الملك هنري السابع في أواخر القرن الخامس عشر (1495) لإنجلترا، وهو قيد الاستخدام مع بعض التعديلات حتى يومنا هذا. ويتكون من مكيال وينشستر والكميات التابعة له وهي بيك، والغالون (الجاف)، والكوارت (الجاف). عُرِفت فيما بعد باسم معايير وينشستر؛ لأن الأمثلة كانت محفوظة في مدينة وينشستر .
قد يشير مقياس وينشستر أيضًا إلى:
- أنظمة الأوزان والمقاييس المستخدمة في مملكة وسكس خلال الفترة الأنجلوسكسونية، والتي اعتُمِدت لاحقاً كمعايير وطنية لإنجلترا، بالإضافة إلى المعايير الفيزيائية (النماذج الأولية) المرتبطة بأنظمة الوحدات هذه.[1]
- مجموعة من معايير وزن أفواردوبوا يعود تاريخها إلى منتصف القرن الرابع عشر، على وجه الخصوص، معيار الـ 56 رطلًا بتكليف من الملك إدوارد الثالث، والذي كان بمثابة النموذج الأولي للملكة إليزابيث الأولى لإصلاح نظام وزن الأفواردوبويز عام 1588م.[2]
- نوع من الأوعية الزجاجية، عادة ما يكون من العنبر، يُستخدم في صناعة الأدوية والكيماويات، ويُعرف بشكل مختلف باسم قارورة بوسطن، أو زجاجة وينشستر، أو زجاجة وينشستر كوارت.

## تاريخ
وُضِعت معايير القياس خلال القرن العاشر بتوجيه من الملك الإنجليزي إدغار، الذي وَقَعت عاصمته في وينشستر. ومع ذلك، لا يوجد شيء معروف عن هذه المعايير إلا أنه بعد الفتح النورماندي، نُقِلت المعايير الفيزيائية (النماذج الأولية) إلى لندن. في عام 1496 صدر قانون الملك هنري السابع، المكيال، الذي عُرف فيما بعد باسم "وينشستر". في عام 1588م، اعتمدت الملكة إليزابيث الأولى أثناء إصلاح نظام الوزن الإنجليزي (والذي كان يتضمن في ذلك الوقت ما لا يقل عن ثلاثة جنيهات مختلفة تحمل اسم "أفواردوبوا") معيار الخزانة الجديد على مجموعة قديمة من الأوزان البرونزية، التي عُثِر عليها في وينشستر ويعود تاريخها إلى عهد إدوارد الثالث.
أدت هذه الحوادث إلى اعتقاد واسع بأن وحدات وينشستر لقياس السعة الجافة، وهي البوشل، والكميات التابعة له، مثل: البك، والجالون، والربع، قد نشأت في زمن الملك إدغار. ومع ذلك، لا يمكن للعلماء المعاصرين العثور على أي دليل على وجود أي من هذه الوحدات في بريطانيا قبل الغزو النورماندي. علاوة على ذلك، فإن جميع الوحدات المرتبطة بقياس وينشستر (ربع، بوشل، بيك، جالون، بوتل، كوارت، باينت) لها أسماء مشتقة من الفرنسية توحي على الأقل بأصلها النورماندي.

### تدابير القدرة في الفترة الأنجلوسكسونية
استُخدِمت وحدات : سيستر ، العنبر ، ميتا ، كومب ، والتماس، لقياس القدرة قبل الغزو النورماندي. وفي عام 1196م صدر مرسوم ريتشارد الأول والذي ينص على: من المقرر أن تكون جميع مقاييس إنجلترا بأكملها بنفس الكمية، بالإضافة إلى الذرة وكذلك الخضروات وما شابه ذلك، أي حمولة حصان واحدة جيدة؛ وأن يكون هذا الإجراء متساويًا أيضًا في المدن والأحياء كما هو الحال خارجها.  يبدو أن هذا وصف للدرزة، والتي ستعادَل لاحقًا بالربع. كلمة التماس مشتقة من اللاتينية (من اللاتينية العامية sauma = السرج). بعض الوحدات الأخرى من الاشتقاق اللاتيني بالمثل، مثل: سيستر من سيكستاريوس، وأمبير من أمفورا. وبالتالي تُعتبر سيستر تقريبًا نصف لتر، والكهرمان بوشل. ومع ذلك، فإن قيم هذه الوحدات، وكذلك علاقاتها ببعضها البعض تباينت بشكل كبير على مر القرون؛ بحيث لا يمكن تحديد تعريفات واضحة إلا من خلال تحديد الزمان والمكان الذي استخدمت فيه هذه الوحدات.

### بعد الغزو النورماندي
واحدة من أقدم الوثائق التي تحدد الجالون والبوشل والربع هي تقييم الأوزان والمقاييس، الذي يُنسب أحيانًا إلى هنري الثالث أو إدوارد الأول، ولكن في الوقت الحاضر مدرج بشكل عام ضمن القوانين القديمة ذات التاريخ غير المؤكد ويفترض أنه من ق. 1250 −1305. ينص على: "بموافقة المملكة بأكملها، اعتمد مقياس الملك، بحيث يزن البنس الإنجليزي، الذي يسمى الجنيه الاسترليني، مستديرًا بدون قص، اثنتين وثلاثين حبة قمح جافة في منتصف السنبلة؛ عشرون بنسًا يصنعون أونصة؛ واثنتي عشرة أوقية تساوي رطلًا، وثمانية أرطال تعادل جالونًا من النبيذ؛ وثمانية جالونات من النبيذ تصنع بوشلًا من لندن؛ وهو الجزء الثامن من الربع. 
في عام 1496، ذكر قانون الأوزان والمقاييس (12 هنري الرابع c5) أن مقياس البوشل يحتوي على ثمانية جالونات من القمح، وأن كل جالون يحتوي على ثمانية أرطال من القمح بوزن طروادة، وكل رطل يحتوي على اثنتا عشر أوقية من وزن تروي، وكل أوقية تحتوي على عشرون جنيه استرليني، وكل جنيه استرليني يكون بوزن اثنان وثلاثون حبة من القمح، حسب القوانين القديمة لهذه الأرض.  على الرغم من أن هذا المكيال لا يتناسب تمامًا مع وصف مكيال وينشستر، إلا أن النموذج الأولي القياسي الوطني للمكيال الذي أنشئ في العام التالي (ولا يزال موجودًا) قريب بدرجة كافية من مكيال وينشستر.
ذُكِر مقياس وينشستر لأول مرة في قانون صدر عام 1670م بعنوان "قانون التحقق من مقاييس الذرة والملح" (22 تشارلز الثاني c8) الذي نص على أنه إذا قام أي شخص أو أشخاص بعد الوقت المذكور ببيع أي نوع من الذرة أو الحبوب (المطحونة أو غير المطحونة)، أو أي نوع من الملح، إما في السوق المفتوحة، أو في أي سوق آخر مكان، بأي مكيال أو مقياس آخر غير ذلك الذي يتوافق مع المعيار المحدد في خزانة صاحب الجلالة، والذي يطلق عليه عادة مقياس وينشستر، الذي يعادل ثمانية جالونات للبوشل، لا أكثر أو أقل، والبوشل المذكور يضرب بواسطة الخشب أو حافته من قبل البائع، ومختومًا، فإنه يخسر مقابل كل مخالفة مبلغاً يساوي أربعين شلنًا وفقًا لما ينص عليه هذا القانون.
عُرِّف لأول مرة في القانون بموجب قانون 1696م-1697م (8 و9 ويليام الثالث c22 s9 & s45)، يجوز لجميع أصحاب الجلالة معرفة محتوى بوشل وينشستر الذي يشير إليه هذا القانون، وأنه يمكن منع جميع النزاعات والخلافات حول القياس في المستقبل بواسطة هذا المقياس، يُعلن بموجب هذا أن كل قارورة بوشن بقاع عادي ومتساوي، ويبلغ عرضه ثمانية عشر بوصة ونصف بالكامل، وعمق ثماني بوصات، تعتبر قارورة بوشل وينشستر قانونية وفقًا للمعايير الموجودة في خزانة صاحب الجلالة. 
في عام 1824م، صدر قانون جديد عُرِّف فيه الجالون بأنه حجم عشرة رطل من الماء النقي عند درجة حرارة 62 °ف (17 °م) مع تغيير وحدات الحجم الأخرى وفقًا لذلك. استمر استعمال مكيال وينشستر، الذي كان أصغر بنحو 3% من المقياس الجديد (ثمانية جالونات جديدة)، في تجارة الحبوب الإنجليزية حتى أُلغي رسميًا في عام 1835م. في عام 1836م، اعتمدت وزارة الخزانة الأمريكية رسميًا مقياس وينشستر كمعيار للتعامل في الحبوب، وحددت قيمته بـ 2150.42 بوصة مكعبة، ولا يزال كذلك حتى اليوم.
بينما تحولتت المملكة المتحدة والمستعمرات البريطانية إلى المعايير "الإمبراطورية" في عام 1826، واصلت الولايات المتحدة استخدام معايير وينشستر وما زالت تفعل ذلك.

## التدابير في متحف المدينة
لم يبق أي من مقاييس إدغار القياسية التي ربما كانت مصنوعة من الخشب، إلا النسخة المدينة من الياردة القياسية، التي ربما يعود تاريخها إلى أوائل القرن الثاني عشر في عهد هنري الأول، على الرغم من أنها مختومة بعلامة إليزابيث الأولى الرسمية. يعود تاريخ الأوزان القياسية المحفوظة إلى عام 1357م، وعلى الرغم من فقدان المعيار الأصلي، إلا أن المعيار القياسي والجالون والربع المصنوعة من البرونز، التي صدرت عام 1497م، وخُتمت بعلامة هنري السابع لا تزال محفوظة.

## أنظر أيضا
- قارورة بوسطن

## روابط خارجية
- مقياس وينشستر القياسي للخزانة، 1601، صورة من متحف العلوم ، لندن